# Liste der Patriarchen der Assyrischen Kirche des Ostens
Die folgenden Personen waren Oberhäupter der ostsyrischen „Kirche des Ostens“ von ihrer Gründung bis in die Gegenwart:
Dabei ist die Bezeichnung „Mar“ ein Ehrentitel, er entstammt dem Syrischen (ܡܪܝ) und bedeutet so viel wie Herr oder mein Herr.

## Die Oberhäupter der „Kirche des Ostens“ inSeleukia-Ktesiphonvor demKonzil von Ephesus(431)
- Mar Thoma (Apostel Thomas) ca. 35 – ca. 37
- Mar Addai (Apostel Judas Thaddäus oder Thaddäus von Edessa) ca. 37 – ca. 65
- Mar Agai ca. 66 – ca. 87
- Mar Mari ca. 88 – ca. 120
- Mar Abris ca. 121 – ca. 137
- Vakanz ca. 137 – ca. 159
- Mar Abraham (Oraham I. von Kaschkar) ca. 159 – ca. 171
- Mar Yacob I. ca. 172 – ca. 190
- Mar Ahha (Achu d'Aboui) ca. 190 – ca. 220
- Mar Schahioupa (Schachlupa von Kaschkar)ca. 220 – ca. 240
- Vakanz ca. 240 – ca. 317
- Mar Papa bar Gaggia ca. 317 – ca. 329
- Mar Schimun Bar Sabba'ei ca. 329 – ca. 341
- Mar Schalidoste (Schahdost) ca. 341 – ca. 345
- Mar Bar Baschmin ca. 345 – ca. 350
- Vakanz ca. 350 – ca. 363
- Mar Toumarsa (Turmarsa) ca. 363 – ca. 371
- Mar Qaiyuma ca. 372 – ca. 399
- Mar Ischaq ca. 399 – 410
- Mar Ahhaï 410 – 415
- Mar Jab-Alaha (Joalaha I./Yahballaha I.) 415 – 420
- Maana 420
- Mar Frabokht (Farbokht, Karabucht, فربخت) 420 – 421
- Mar Dadischo I. 421 – 431

Trennung der nestorianischen „Kirche des Ostens“ von der Kirche im Imperium Romanum im Gefolge des Konzils von Ephesus 431

## Die Katholikoi der „Kirche des Ostens“ in Seleukia-Ktesiphon (431–853)
- Mar Dadischu I. 431 – 456
- Mar Babwahi 457 – 484
- Mar Aqaq-Acace 484 – 496
- Mar Babai I. ca. 497 – ca. 503
- Mar Schila/Scheela ca. 503 – ca. 523
- Mar Narsai Elischa ca. 524 – ca. 539
- Mar Polos I. ca. 539 – ca. 540
- Mar Aba I. der Große ca. 540 – 552
- Mar Josip I. 552 – 566
- Mar Ezekiel I. (Chazqijil) 566 – 581
- Mar Ischo-Jab I. d'Arzunaja 582 – 595
- Mar Sabrischo (Schorischu) I. Garmaqaj 596 – 604
- Mar Greghor I. Partaja ca. 605 – ca. 609
- Vakanz ca. 609 – ca. 628
- Mar Ischo-Jab II. ca. 628 – ca. 645
- Mar Immeh ca. 645 – ca. 649
- Mar Ischo-Jab III. Kdajawaja ca. 649 – 659
- Mar Guiwarguis I. 661 – 680
- Mar Jochanan I. Bar Marta 681 – 683
- Vakanz 683 – 685
- Mar Hanan-Ischo (Chnanischu) Ica 685 – 700
  - Mar Jochanan II. Garba 693 – 694 (Gegenpatriarch)
- Vakanz 700 – 714
- Mar Sliwa Zcha 714 – 728
- Vakanz 728 – 731
- Mar Pethion 731 – 740
- Mar Aba II. 741 – 751
- Mar Sorine 752
- Mar Jakob II. 754 – 773
- Mar Hanan-Ischo II. 774 – 780
- Mar Timotheus I. 780 – 820/23[1]
- Mar Ischo bar Noun 820/3 – 825/28
- Mar Guiwarguisis II. 828 – 830
- Mar Sabrischo II. 831 – 836
- Mar Abraham II. von Margaja 837 – 850
- Vakanz 850 – 853

Verlegung der Residenz des Katholikos nach Bagdad

## Die Katholikoi der „Kirche des Ostens“ in Bagdad (853–1265)
- Mar Teadasis (Theodosius) I. von Athanasios 853 – 858
- Vakanz 858 – 860
- Mar Suwaja (Sergius) I. 860 – 872
- Vakanz 872 – 877
- Mar Israel von Kaschkar 877
- Mar Annusch (Annoschel) von Beth-Garmai 877 – 884
- Mar Jochanan III. bar Narrai 884 – 892
- Mar Jochanan IV. 893 – 899
- Mar Jochanan V. bar Abgar 900 – 905
- Mar Abraham III. Abraza 905 – 937
- Mar Emmanuell I. 937 – 960
- Mar Israel (Esrail) Karkhaja 961 – 962
- Mar Abdischo I. von Garmaqaja 963 – 986
- Mar Bar-Tobia II. Mari Aturaja 987 – 1000
- Jochanan VI. Joannis ibn Issa 1000 – 1011
- Jochanan VII. bar Nazuk 1012 – 1020
- Ischo-Jab IV. Bar Ezechiel 1020 – 1025
- Vakanz 1025 – 1028
- Mar Elijja I. von Teheran 1028 – 1049
- Jochanan VIII Bar Targala 1049/50 – 1057
- Sabrischo III. bar Zanbur 1057/63 – 1071/72
- Abdischo II. bar Ars Autraja 1072 – 1090/1
- Makkicha I. bar Schlemon 1092 – 1108/10
- Mar Elijja II. Bar Maqli 1110 – 1132
- Bar Sauma I. 1133/4 – 1136
- Vakanz 1136 – 1139
- Abdischo III. Bar Moqli 1139 – 1148
- Ischo-Jab V- al-Baladi 1148 – 1176
- Elijja III. Abu Khalim 1176 – 1190
- Jab-Alaha II. bar Qaijuma 1190 – 1222
- Sabrischo IV. Bar Qaioma 1222 – 1226
- Sabrischo V. Ibn-Almassihi 1226 – 1256
- Makkicha II. 1257 – 1265

Verlegung der Residenz des Katholikos nach Täbris

## Die Katholikoi der „Kirche des Ostens“ in Täbris (1265–1368)
- Dincha I. Epiphane Aribilaja 1265 – 1281/2
- Jab-Alaha III. bar Turkaje 1283 – 1317
- Timotheus II. Arbilaja 1318 – 1328/32
- Dincha II. Karemles 1329/32 – 1364
- Dincha III. 1359 – 1368

Verlegung der Residenz des Katholikos nach Mossul

## Die Katholikoi der „Kirche des Ostens“ in Mossul (1368–1403)
- Mar Schimun II. 1368 – 1392
- Vakanz 1392 – 1403

Verlegung der Residenz des Katholikos nach Alqosh

## Die Katholikoi der „Kirche des Ostens“ in Alkosch („Patriarchat der Ebene“) (1403–1804)
- Mar Schimun III. 1403 – 1407
- Vakanz ca. 1407 – 1437
- Mar Elijja IV. ca. 1437

Die Dynastie von Alkosch (1437 – 1804) (erbliches Patriarchat)

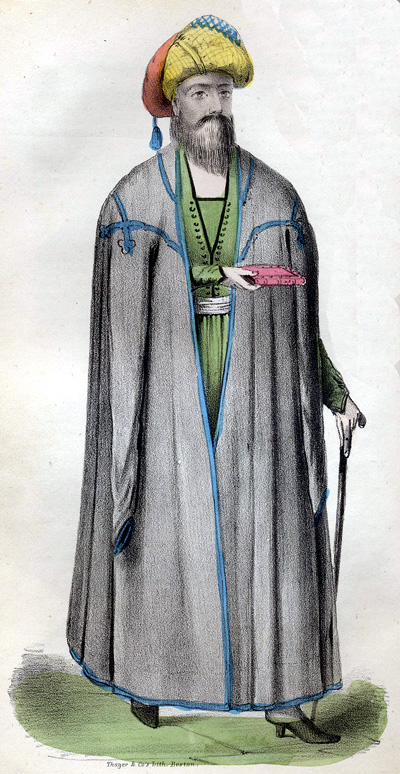
Mar Elias 1779

- Mar Schimun IV Bassidika 1437 – 1497
- Mar Schimun V. (Mar Jochanan) ca. 1497 – 1501
- Mar Elijja V. ca. 1502 – 1503
- Mar Schimun VI. 1505 – 1538
- Mar Eschujow Schimun VI./VII. ca. 1538 – 1551

1551 Abspaltung der Partei des Sulaqa Mar Shimun; Begründung des „Patriarchats der Berge“ (zeitweise katholisch-chaldäisch).
- Mar Dincha Schimun VII./VIII. bar Mama 1552 – 1558 (gemeinsames Amt)
- Mar Schimun VIII./IX. 1552 – 1558
- Mar Elijja VI. 1558 – 1576
- Mar Elijja VII. 1576 – 1591
- Mar Elijja VIII. 1591 – 1617 (vereinigt mit der kathol. K.)
- Mar Elijja IX. Schimun 1617 – 1660 (vereinigt mit der kathol. K.)
- Mar Elijja X. Johannan Marogin 1660 – 1700
- Mar Elijja XI. Marogin 1700 – 1722
- Mar Eljja XII Denha 1722 – 1778
- Mar Elijja XIII. Ischo-Jab 1778 – 1804

Erlöschen der Dynastie von Alkosch bzw. Anschluss an die chaldäische(-katholische) Kirche als Patriarchat von Babylon.
Für die Liste der Patriarchen der Chaldäisch-Katholischen Kirche siehe: Patriarchen der Chaldäisch-Katholischen Kirche

## Die Katholikoi der Assyrischen Kirche des Ostens („Patriarchat der Berge“) (seit 1681)
Die durch Mar Shimun XXIII. (XXI.) eingeführte jüngere Zählung enthält zusätzlich zwei ältere Shimun (darunter den Apostel Petrus = Shimun), so dass sich ein Unterschied von zwei Zählern ergibt.
Nichtkatholische Katholikoi aus der anfangs katholisch-chaldäischen Partei des Sulaqa Mar Shimun:
- Mar Schimun XIII. Dincha 1681 – 1700 in Kochanis
- Mar Schimun XIV. Schlemon 1700 – 1740
- Mar Schimun XV. Maqdassi Michail Muchattis 1740 – 1780
- Mar Schimun XVI. Juna 1780 – 1820
- Mar Schimun XVII. Abraham 1820 – 1860/1
- Mar Schimun XVIII. Ruwil 1860/61 – 1903
- Mar Schimun XIX. Benjamin 1903 – 1918
- Mar Schimun XX. Polos 1918 – 1920
- Mar Schimun XXI. Ischaja 1920 – 1975 († in San Francisco)
- Mar Dinkha IV. Khanania 1976 – 2015 (residierte in Chicago)
- Mar Gewargis III. Sliwa 2015 – 2020
- Mar Awa Royel seit 2021